# Korinós
Korinós är en ort i Grekland.   Den ligger i prefekturen Nomós Pierías och regionen Mellersta Makedonien, i den norra delen av landet, 280 km norr om huvudstaden Aten. Korinós ligger 12 meter över havet och antalet invånare är 4 191.
Terrängen runt Korinós är platt. Havet är nära Korinós åt sydost.  Närmaste större samhälle är Kateríni, 8,7 km sydväst om Korinós. 